# بش-بورقان (شهرستان نوکت)
بش-بورقان (به قرقیزی: Беш-Буркан، بەش بۇرقان) یک منطقهٔ مسکونی در قرقیزستان است که در شهرستان نوکت واقع شده‌است. بش-بورقان ۲٬۱۴۶ نفر جمعیت دارد و ۱٬۴۸۹ متر بالاتر از سطح دریا واقع شده‌است.